# La confrontación definitiva: la flor y la bayoneta
La confrontación definitiva: la flor y la bayoneta (en inglés The Ultimate Confrontation: The Flower and the Bayonet) es una fotografía de Jan Rose Kasmir (nacida en 1950), en ese entonces era una estudiante de secundaria norteamericana. Esta fotografía icónica fue tomada por el fotógrafo francés Marc Riboud. Riboud fotografió a Kasmir el 21 de octubre de 1967 mientras participaba con más de 100.000 activistas antiguerra en la marcha del National Mobilization Committee to End the War in Vietnam (Comité Nacional de Movilización para Poner Fin a la Guerra en Vietnam) hacia el Pentágono para protestar por la participación de EE. UU. en Vietnam. Con diecisiete años, Kasmir fue mostrada sosteniendo un crisantemo y mirando fijamente a los soldados que portaban bayonetas. La foto fue presentada el 30 de diciembre de 1969 en la edición especial de la revista Look bajo el título The Ultimate Confrontation: The Flower and the Bayonet (La Confrontación Definitiva: La Flor y la Bayoneta). La foto fue replicada en todo el mundo y se convirtió en uno de los símbolos del movimiento Flower Power. La revista Smithsonian Magazine más tarde la llamó "una fina yuxtaposición de una fuerza armada y la inocencia de un niño".
Kasmir se graduó en 1986 del Colegio de Profesiones de la Salud de Nueva York en Manhasset, Nueva York como terapeuta de masajes, y trabajó en Hilton Head Island, Carolina del Sur hasta 1991. Luego se trasladó a Aarhus, Dinamarca, con su esposo danés y su hija. Regresó con su hija a los Estados Unidos en 2002, y continuó viviendo en Hilton Head Island.
En febrero del 2003, Riboud otra vez fotografió a Kasmir protestando contra la guerra de Irak donde ella llevaba una copia del tamaño de un cartel de la fotografía de 1967.
En 2010, Kasmir fue invitada por la organización no gubernamental española Proyecto Avalon para hablar durante las actividades del Día Internacional de la Paz en Sevilla, España.
En enero de 2017, ella se une a la Marcha de las Mujeres en Washington D. C.